# La Libertad, Ometepec
La Libertad är en ort i Mexiko.   Den ligger i kommunen Ometepec och delstaten Guerrero, i den sydöstra delen av landet, 300 km söder om huvudstaden Mexico City. La Libertad ligger 35 meter över havet och antalet invånare är 193.
Terrängen runt La Libertad är huvudsakligen kuperad, men åt sydväst är den platt. La Libertad ligger nere i en dal. Runt La Libertad är det glesbefolkat, med 10 invånare per kvadratkilometer. Närmaste större samhälle är Ometepec, 7,1 km norr om La Libertad. Omgivningarna runt La Libertad är en mosaik av jordbruksmark och naturlig växtlighet.